# Monestier-de-Clermont
Pour les articles homonymes, voir Monestier et Clermont.
Monestier-de-Clermont est une commune française située dans le sud du département de l'Isère, en région Auvergne-Rhône-Alpes et autrefois rattachée à l'ancienne province du Dauphiné.
Le village appartient à un territoire de moyenne montagne dont l'altitude se situe entre 500 et 1 200 m et qui se trouve entre des massifs montagneux qui l'entourent de trois côtés : à l'ouest, on peut découvrir le massif du Vercors, au sud et à l'est se détache le chaînon de l'Obiou appartenant au massif du Dévoluy.
Ancien chef-lieu de canton du département de l'Isère jusqu'en 2015, la petite ville est désormais rattachée au canton de Matheysine-Trièves dont le bureau centralisateur est situé à La Mure depuis le nouveau découpage territorial. La commune est le siège administratif de la communauté de communes du Trièves qui regroupe vingt-huit communes.

## Géographie

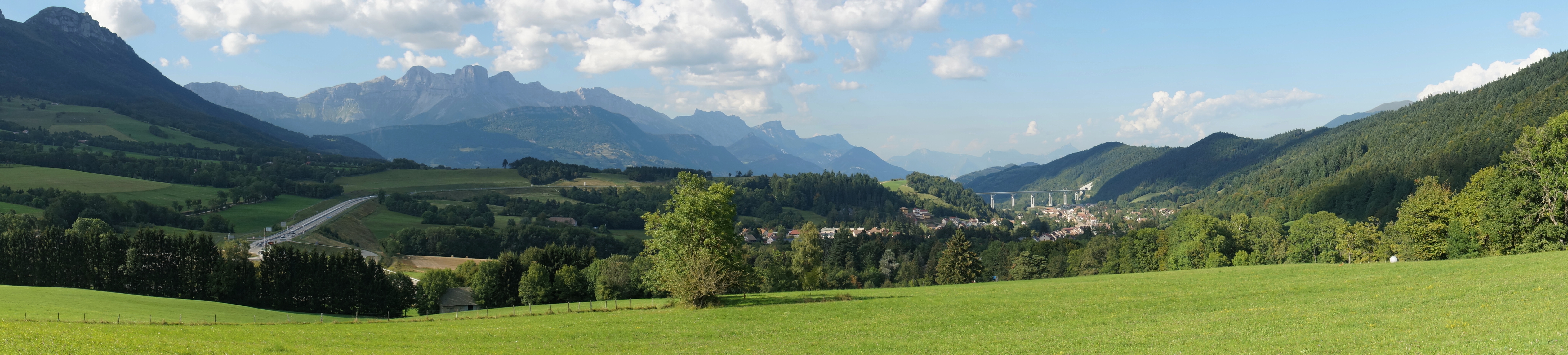
Monestier-de-Clermont et du nord du Trièves depuis le Col du Fau, en été

### Localisation et description

#### Localisation

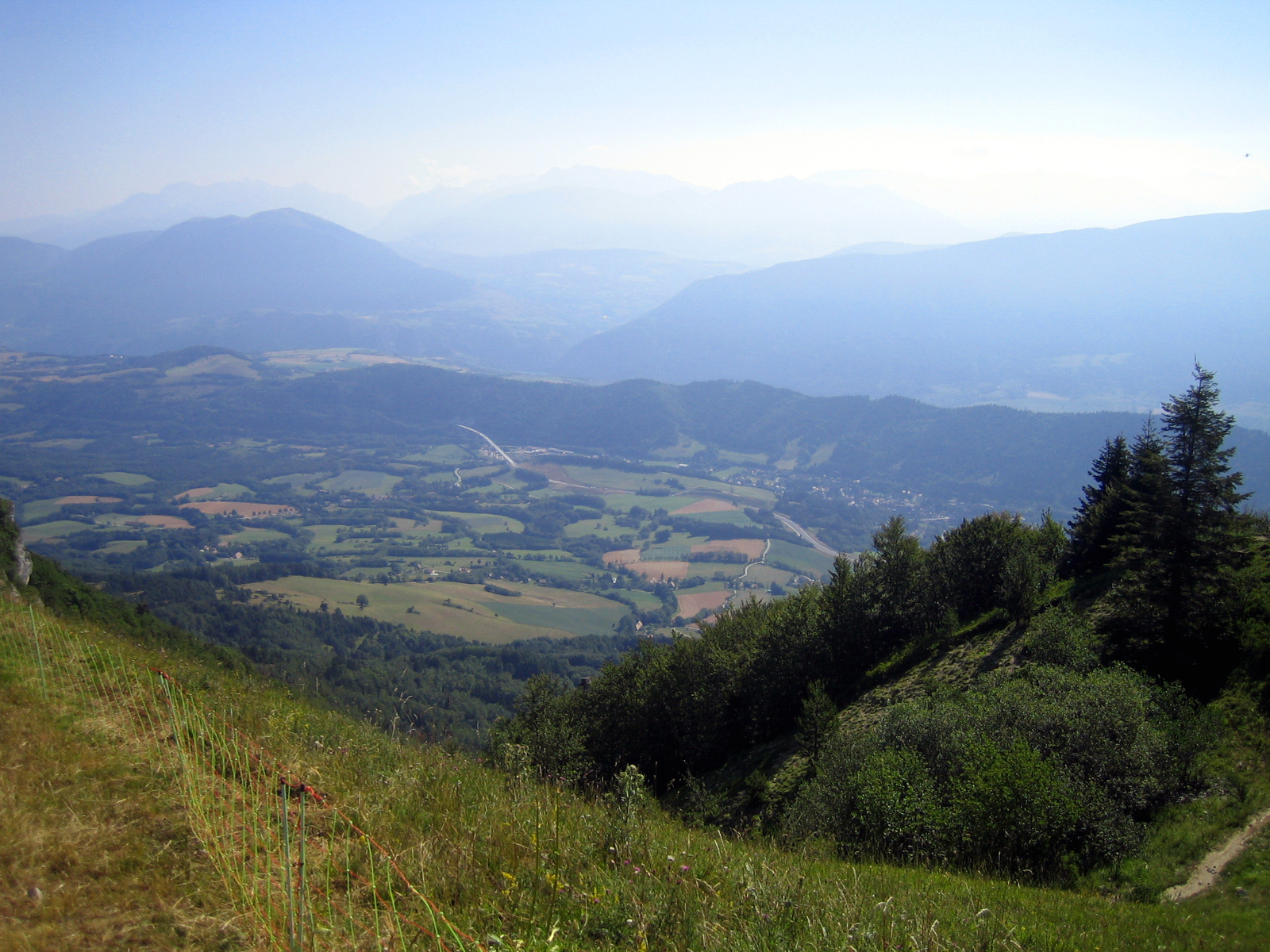
Le viaduc autoroutier aperçu depuis le Pas du Serpaton, dominant Gresse-en-Vercors.

Positionné au sud du département de l'Isère et de la région Auvergne-Rhône-Alpes, la commune de Monestier-de-Clermont s'étend sur 5,5 km2 est située à 10 km au sud-ouest de la Motte-d'Aveillans la plus grande ville à proximité. La commune est également située à environ, 39 km de Grenoble, chef-lieu du département de l'Isère, 149 km de Lyon, chef-lieu de la région Auvergne-Rhône-Alpes et 609 km de Paris, capitale de la France.
Ce village, qui se localise au fond d'une vallée, à la limite des secteurs de basse montagne et de moyenne montagne, se positionne à une altitude de 846 m, juste en dessous du col du Fau, situé lui-même à une altitude de 899 m.
Le territoire communal est un lieu de passage routier situé sur les balcons du Vercors entre la vallée de la Gresse et la région du Trièves, et se positionne plus particulièrement au pied de la « crête du Baconnet et de la Pale », qui sépare son territoire du vallon de la Gresse.

#### Description
Le village et ses quelques rares hameaux (composés de fermes ou de groupes de fermes plus ou moins isolées) se situent au fond d'une combe dite monoclinale, qui s'élève légèrement vers le sud, non loin des vallées de l'Isère et du Drac, à mi chemin entre les Alpes du Nord et celles du sud.
Dès ses origines, le lieu fut traversé par un chemin muletier, également utilisé comme sentier de la transhumance, ancêtre de la Grand'rue centrale, puis par l'ancienne voie delphinale et enfin, une route royale qui unissait la vallée du Grésivaudan et la Savoie à la Haute-Provence. Cette voie qui, plus tard, devint une route nationale commençant au pont de Tournus et finissant officiellement à Aspres-sur-Buëch.
À cette route, très ancienne, une voie de chemin de fer dite « ligne des Alpes » allant de Grenoble à Marseille via Veynes est venu logiquement se joindre en 1878. Cette ligne est officiellement dénommée aujourd'hui ligne Grenoble-Gap. Une route appelé, « la route du soleil », passe par la pour se rendre ensuite jusqu'à Nice. Cette route est très convoitée par les cyclistes et les vacanciers.
Originellement et comme l'indique tous les anciens plans de la commune, la cité s'est présentée comme un « village-rue », terme qui désigne un type d’habitat rural groupé assez typique des villages situés dans des combes ou des vallées resserrées comme l'atteste encore aujourd'hui, la forme du territoire communal, tout en longueur et assez étroit.
Depuis la création d'une voie autoroutière en 2007 qui contourne la commune ainsi qu'une déviation interne au village effectuée en 2004 grâce à la construction d'une route de contournement, l'aspect du bourg central s'est profondément modifié, lui donnant un aspect plus apaisé, car nettement moins soumis au passage des véhicules de tourisme et des poids lourds de jour comme de nuit.

### Géologie et relief
Le territoire communal est installé au fond de la combe monoclinale dite des « Terres Noires » du sillon subalpin à moins de deux kilomètres au nord du col du Fau, site qui en est l'un des points hauts. Au sud du territoire communal, ce sillon s'épanouit progressivement pour se raccorder à la région du Trièves.

### Hydrographie

#### Les cours d'eau
Le territoire communal présente deux cours d'eau notables, mais au débit modeste essentiellement lié aux pluies et à la fonte nivale :
- Le ruisseau Chabanat qui se jette dans le torrent de la Gresse, hors du territoire communal ;
- Le ruisseau des Condamines, affluent du ruisseau Chabanat qu'il rejoint près du centre du village.

### Climat
Pour des articles plus généraux, voir Climat d'Auvergne-Rhône-Alpes et Climat de l'Isère.
En 2010, le climat de la commune est de type climat de montagne, selon une étude du Centre national de la recherche scientifique s'appuyant sur une série de données couvrant la période 1971-2000. En 2020, Météo-France publie une typologie des climats de la France métropolitaine dans laquelle la commune est exposée à un climat de montagne ou de marges de montagne et est dans la région climatique Alpes du sud, caractérisée par une pluviométrie annuelle de 850 à 1 000 mm, minimale en été.
Pour la période 1971-2000, la température annuelle moyenne est de 8,6 °C, avec une amplitude thermique annuelle de 16,6 °C. Le cumul annuel moyen de précipitations est de 1 107 mm, avec 9,8 jours de précipitations en janvier et 6,6 jours en juillet. Pour la période 1991-2020, la température moyenne annuelle observée sur la station météorologique installée sur la commune est de 9,9 °C et le cumul annuel moyen de précipitations est de 1 062,6 mm,. Pour l'avenir, les paramètres climatiques de la commune estimés pour 2050 selon différents scénarios d'émission de gaz à effet de serre sont consultables sur un site dédié publié par Météo-France en novembre 2022.
| Mois                                  | jan.             | fév.            | mars           | avril          | mai           | juin          | jui.          | août            | sep.          | oct.          | nov.             | déc.             | année    |
| ------------------------------------- | ---------------- | --------------- | -------------- | -------------- | ------------- | ------------- | ------------- | --------------- | ------------- | ------------- | ---------------- | ---------------- | -------- |
| Température minimale moyenne (°C)     | −2,1             | −2              | 0,9            | 3,6            | 7,4           | 10,9          | 12,7          | 12,8            | 9,6           | 6,5           | 1,8              | −1,1             | 5,1      |
| Température moyenne (°C)              | 1,4              | 2,2             | 5,9            | 8,9            | 12,9          | 16,7          | 18,9          | 18,7            | 14,7          | 10,8          | 5,4              | 2,1              | 9,9      |
| Température maximale moyenne (°C)     | 4,9              | 6,3             | 10,8           | 14,1           | 18,4          | 22,4          | 25            | 24,6            | 19,8          | 15,2          | 9                | 5,3              | 14,7     |
| Record de froid (°C) date du record   | −21,5 20.01.1940 | −24 14.02.1956  | −17 07.03.1971 | −10 06.04.1970 | −7 07.05.1957 | −1 03.06.1953 | 1 09.07.1948  | −1,5 09.08.1955 | −4 25.09.1931 | −9 17.10.1927 | −14,5 27.11.1925 | −20,5 26.12.1940 | −24 1956 |
| Record de chaleur (°C) date du record | 19 06.01.1999    | 22,5 28.02.1960 | 24 22.03.1990  | 30 28.04.1947  | 31 24.05.09   | 38 06.06.1955 | 38 26.07.1983 | 39 30.08.1944   | 36 01.09.1944 | 28,9 02.10.23 | 23 09.11.1985    | 19 02.12.1953    | 39 1944  |
| Précipitations (mm)                   | 94,7             | 70,5            | 80,3           | 84,9           | 94,1          | 74,6          | 67            | 79,7            | 93            | 103           | 119,3            | 101,5            | 1 062,6  |

### Voies routières

Carte de l'A51

Monestier-de-Clermont est accessible depuis Grenoble par deux routes principales : L'ancienne route nationale 75 devenue route départementale 1075, à la suite d'un déclassement et l'autoroute A51 dénommée officiellement « autoroute du Trièves ».

#### La RD 1075
À l'origine, cette route reliait Tournus, depuis le pont sur la Saône après l'embranchement avec la route nationale 6 jusqu'à la ville de Sisteron. Le tronçon de Tournus à Bourg-en-Bresse est déclassé en RD 975 dans les années 1970, puis en RD 1075 en 2005 pour la partie située dans le département de l'Isère
Les camions ne sont pas autorisés à traverser en transit les communes de Monestier et celle de Vif, depuis l'ouverture de l'autoroute, la circulation sur la RD 1075 est autorisée aux camions de plus de 7,5 t, seulement s'ils ne sont pas en transit.

#### L'autoroute A51
L'autoroute A51 doit relier à terme Grenoble à Marseille via Gap, Sisteron et Aix-en-Provence. Elle a été amorcée par les deux bouts : depuis Marseille jusqu'à la Saulce, au sud de Gap ; depuis Grenoble jusqu'au col du Fau (en 2007, l'ouverture de la section entre Saint-Martin-de-la-Cluze et le Col du Fau sur 10,5 km désenclave définitivement la commune de Monestier).
L'A51 se branche sur l'A480 directement à la sortie sud de Grenoble.

### Transports publics

#### Transport ferroviaire

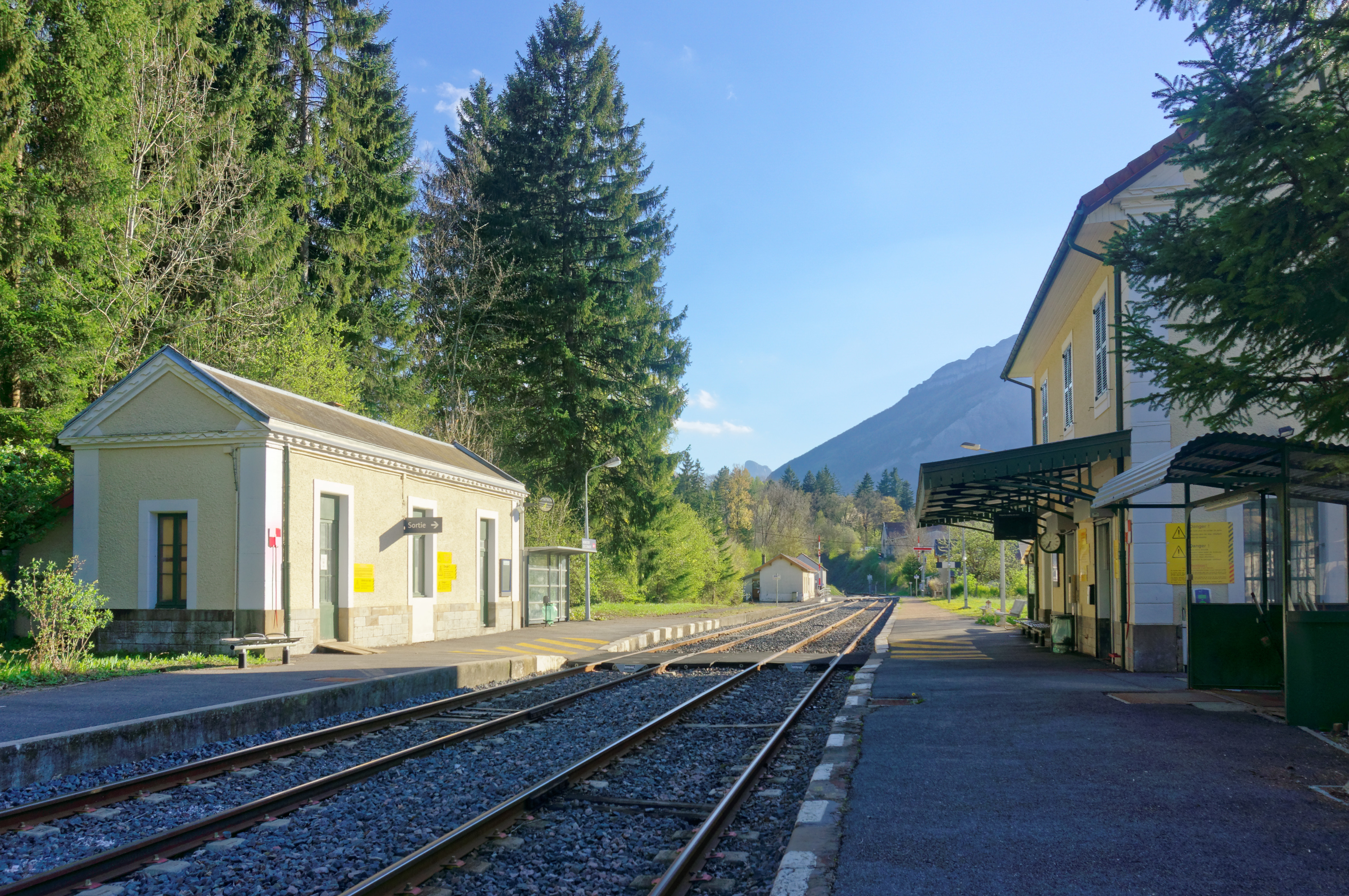
La gare de Monestier-de-Clermont.

La gare de Monestier-de-Clermont est desservie par le TER Rhône-Alpes, sur la Ligne des Alpes, depuis Grenoble en 45 minutes ou Gap/Veynes en 1 h 30 environ, avec 15 allers-retours par jour (dont 6 allers-retours au départ/arrivée de Clelles-Mens).
Le bâtiment de la gare SNCF, ainsi que ses structures annexes, est situé au juste dessus du bourg central, devant une petite place, elle-même située au bout d'une rue bordée de platanes, non loin de l'ancienne route nationale.
L'unique bâtiment chargé de l'accueil des voyageurs et ses quais ont conservé un style simple et original du fait de la présence d'un équipement ancien parfaitement entretenu. Une visite de ce bâtiment qui comprend petit hall d'attente avec un guichet unique et des quais attenant permet notamment de découvrir un double système d'aiguillage pour les trains venant en amont et en aval de la gare et un système manuel (à manivelle) pour actionner un passage à niveau situé à environ 200 mètres des bâtiments. Cette installation est contiguë à un mécanisme actionnant un sémaphore mécanique qui se présente sous forme d'une aile rouge.
Le hall de la gare abrite également une ancienne horloge qui indique depuis son ouverture en 1878, l'heure aux usagers attendant l'arrivée des trains.
La ligne des Alpes est devenue, « ligne de Lyon-Perrache à Marseille-Saint-Charles (via Grenoble) » dénommé ligne 905 000 du réseau ferré national relie Lyon et Marseille en traversant les Alpes par Grenoble, Veynes - Dévoluy et Aix-en-Provence, et dans l'esprit de ses concepteurs du XIXe siècle était une alternative à l'itinéraire par la vallée du Rhône. Elle est de nos jours exploitée en trois tronçons séparés, entre Lyon et Grenoble (TGV, TER et fret), Grenoble et Veynes (TER), et Veynes et Marseille (TER). Le premier de ces segments est à double voie et électrifié. Il porte un trafic important, qui est proche de la saturation aux heures de pointe. Les deux autres segments sont à voie unique, non-électrifiés et portent un trafic beaucoup plus léger.

#### Transport routier
Les services de transports départementaux dénommés « Cars Région Isère » (anciennement TransIsère) exploitent une ligne sous le numéro T95, au départ de Grenoble en direction de Monestier-de-Clermont/Clelles/Mens en passant par Vif, Saint-Martin-de-la-Cluze, Avignonet, Sinard, Monestier-de-Clermont, Clelles Gare, Clelles Village, Mens en maximum 1 heure 30, selon les horaires empruntés.
Depuis septembre 2014, 2 navettes à la demande, baptisé « Le Reviron » a été mis en place par le Département sur le Balcon Est du Vercors.
Depuis le 26 octobre 2015, ce service de transport est assuré par les Voyages Grindler depuis leur dépôt de Monestier de Clermont.
Deux lignes sont proposées :
- MON06 : Gresse-en-Vercors Monestier-de-Clermont via Saint-Guillaume et Saint-Paul-lès-Monestier.
- MON07 : Col de l’Arzelier Monestier-de-Clermont via Château-Bernard, Saint-Andéol, Saint-Guillaume, et Saint-Paul-lès-Monestier.

## Urbanisme

### Typologie
Au 1er janvier 2024, Monestier-de-Clermont est catégorisée bourg rural, selon la nouvelle grille communale de densité à sept niveaux définie par l'Insee en 2022.
Elle est située hors unité urbaine. Par ailleurs la commune fait partie de l'aire d'attraction de Grenoble, dont elle est une commune de la couronne,. Cette aire, qui regroupe 204 communes, est catégorisée dans les aires de 700 000 habitants ou plus (hors Paris),.

### Occupation des sols
L'occupation des sols de la commune, telle qu'elle ressort de la base de données européenne d’occupation biophysique des sols Corine Land Cover (CLC), est marquée par l'importance des forêts et milieux semi-naturels (40,9 % en 2018), en augmentation par rapport à 1990 (39,3 %). La répartition détaillée en 2018 est la suivante :
forêts (40,9 %), prairies (34,3 %), zones urbanisées (18,3 %), zones agricoles hétérogènes (6,2 %), terres arables (0,3 %). L'évolution de l’occupation des sols de la commune et de ses infrastructures peut être observée sur les différentes représentations cartographiques du territoire : la carte de Cassini (XVIIIe siècle), la carte d'état-major (1820-1866) et les cartes ou photos aériennes de l'IGN pour la période actuelle (1950 à aujourd'hui).

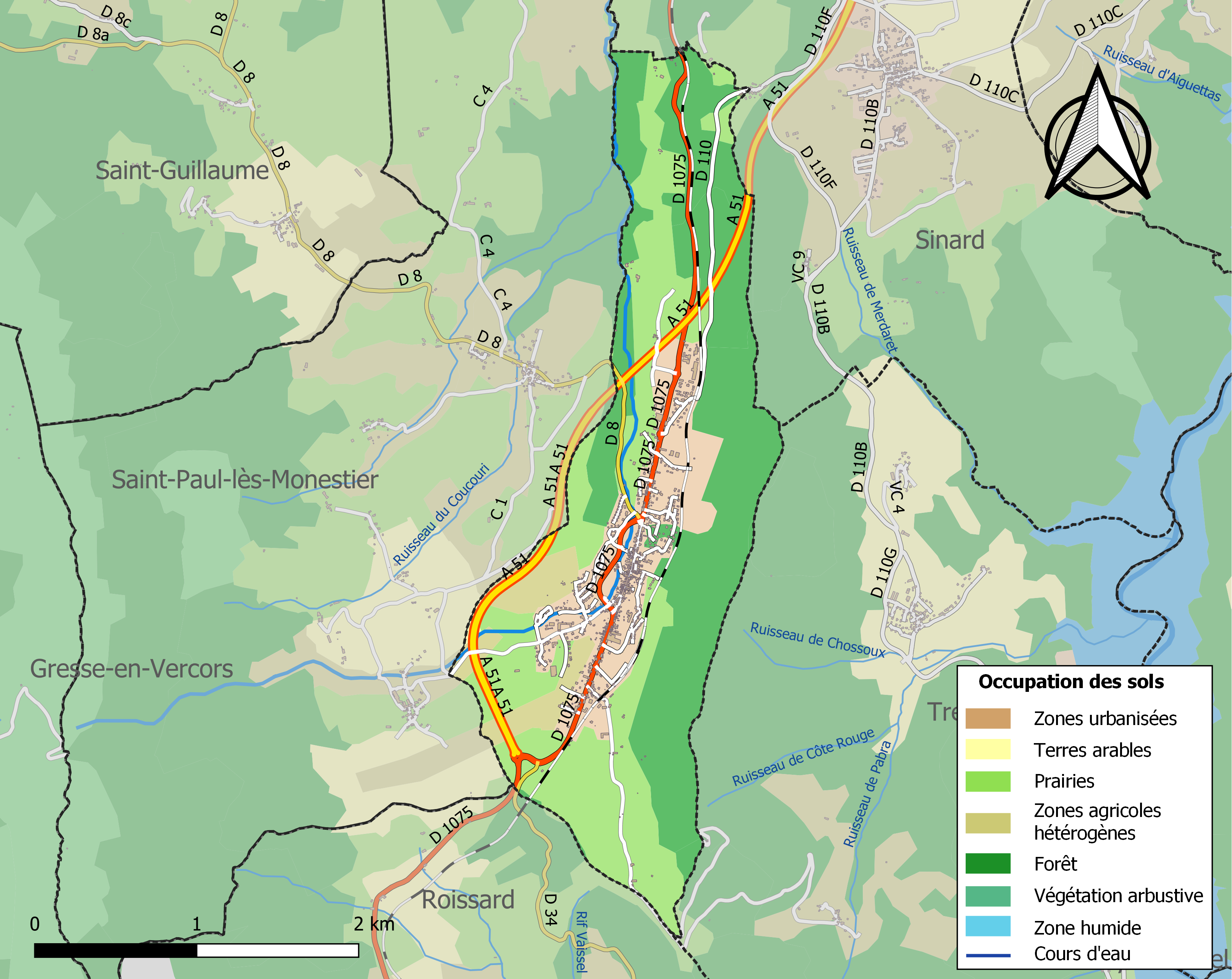
Carte des infrastructures et de l'occupation des sols de la commune en 2018 (CLC).

### Hameaux et lieux-dits
Voici, ci-dessous, la liste la plus complète possible des divers hameaux, quartiers et lieux-dits résidentiels urbains comme ruraux qui composent le territoire de la commune de Monestier-de-Clermont, présentés selon les références toponymiques fournies par le site géoportail de l'Institut géographique national.:
| - le Collet (hameau de quelques maisons) - les Verds (Ferme) - les Essartons (zone de montagne) - les Valloires (zone rurale) - les Carlaires (zone artisanale) - le Moulin (ancien moulin) - les Portes du Trièves (zone pavillonnaire) | - Catochier (zone de montagne) - la combe du mas (combe en zone boisée) - le Clos (zone pavillonnaire) - Grand pré (zone boisée) - le Bourg (zone ancienne du village) - les Sausses (zone rurale) | - Vaure (ferme) - Pravie (hameau de quelques maisons) - les Herbaies (zone rurale) - les Galovières (zone rurale) - Ferrier (hameau de quelques maisons) - Col de Fraisse (zone de montagne) |

### Risques naturels et technologiques

#### Risques sismiques
L'ensemble du territoire de la commune de Monestier-de-Clermont est situé en zone de sismicité no 3 (sur une échelle de 1 à 5), comme la plupart des communes de son secteur géographique. Elle se situe cependant au sud de la limite d'une zone sismique classifiée de « moyenne ».
| Type de zone | Niveau            | Définitions (bâtiment à risque normal) |
| ------------ | ----------------- | -------------------------------------- |
| Zone 3       | Sismicité modérée | accélération = 1,1 m/s2                |

#### Historique des séismes
Une forte secousse ressentie dans la région de Monestier-de-Clermont se serait produite le 5 mai 1931 : 

« Ce matin, vers 4 heures 45, la population de Monestier-de-Clermont a perçu une secousse assez forte qui s'est prolongée pendant une minute. On ne signale pas d'accident de personne. »

— Le Matin, 6 mai 1931.
Cependant, aucun séisme local ou régional n'est répertorié dans les catalogues à cette date. La durée de la secousse (« une minute ») fait plus penser à un glissement de terrain qu'à un séisme.
Cette même zone de Monestier-de-Clermont est cependant citée comme correspondant à l'extrémité sud de la « faille bordière de Belledonne », identifiée comme un alignement de séismes se prolongeant sur plusieurs dizaines de kilomètres jusqu'à Albertville (Savoie), et sur laquelle pourrait un jour se produire un séisme de forte magnitude.

## Toponymie
Le village du Monestier-de-Clermont doit son nom à l'installation d'un monastère fondé au début du XIIe siècle, et dont il ne reste plus que quelques ruines éparses sur les hauteurs de la commune.
Le terme monasterium « monastère » évolua en Monestier, et le nom « Clermont », qui vient du latin et évoque la lumière qui illumine les sommets, est celui du petit village de Clermont (faisant aujourd'hui partie de la commune de Chirens) où se trouvait le château féodal des premiers seigneurs de Clemont.

## Histoire

### Préhistoire
À l'occasion de la construction de l'autoroute A51 qui contourne le territoire de la commune, des fouilles archéologiques ont été préalablement effectuées, et elles ont permis d'apprendre que la région immédiate de Monestier a été fréquentée durant la Préhistoire.
Sur le site dit des Éménées situé entre Avignonet et Monestier, des fouilles ont permis d'identifier un premier site habité, datant du bronze final qui correspond à une période située entre la Préhistoire et l'Antiquité. À un niveau inférieur, datant du Néolithique, du matériel de poterie et des restes de céramiques ont été mis au jour.
Un peu plus loin, sur le territoire de la commune de Sinard, également voisine de celle de Monestier, plusieurs sites archéologique datant du IVe millénaire av. J.-C. ont permis de mettre au jour des traces de mobiliers lithiques (silex) et des céramiques. Des traces de trous de poteaux indiquent également la probable existence d'une habitation en élévation. Des traces d'occupation humaine datant du Mésolithique ont également été trouvés sur d'autres sites aux environs immédiats.

### Antiquité
Historiquement, les premières implantations humaines découvertes sur le territoire de la commune, proprement dit, datent de la période gallo-romaine. Dans le hameau de « L'Étaudey », lors des fouilles préliminaires aux travaux de la déviation d'une route en 2004, on a relevé quelques traces d'un ensemble agricole datant de cette époque.
Selon l'ouvrage de Patrick Ollivier-Elliot dénommé « Trièves », le site de Monestier-de-Clermont et du col du Fau fut un point de passage aménagé par Lucius Munatius Plancus, le Lieutenant de Jules César et plus tard le fondateur de la colonie de Lugdunum qui deviendra plus tard la ville de Lyon et la colonie d'Augusta Raurica qui deviendra la ville d'Augst en Suisse.

### Moyen Âge et Renaissance

#### Le Moyen Âge

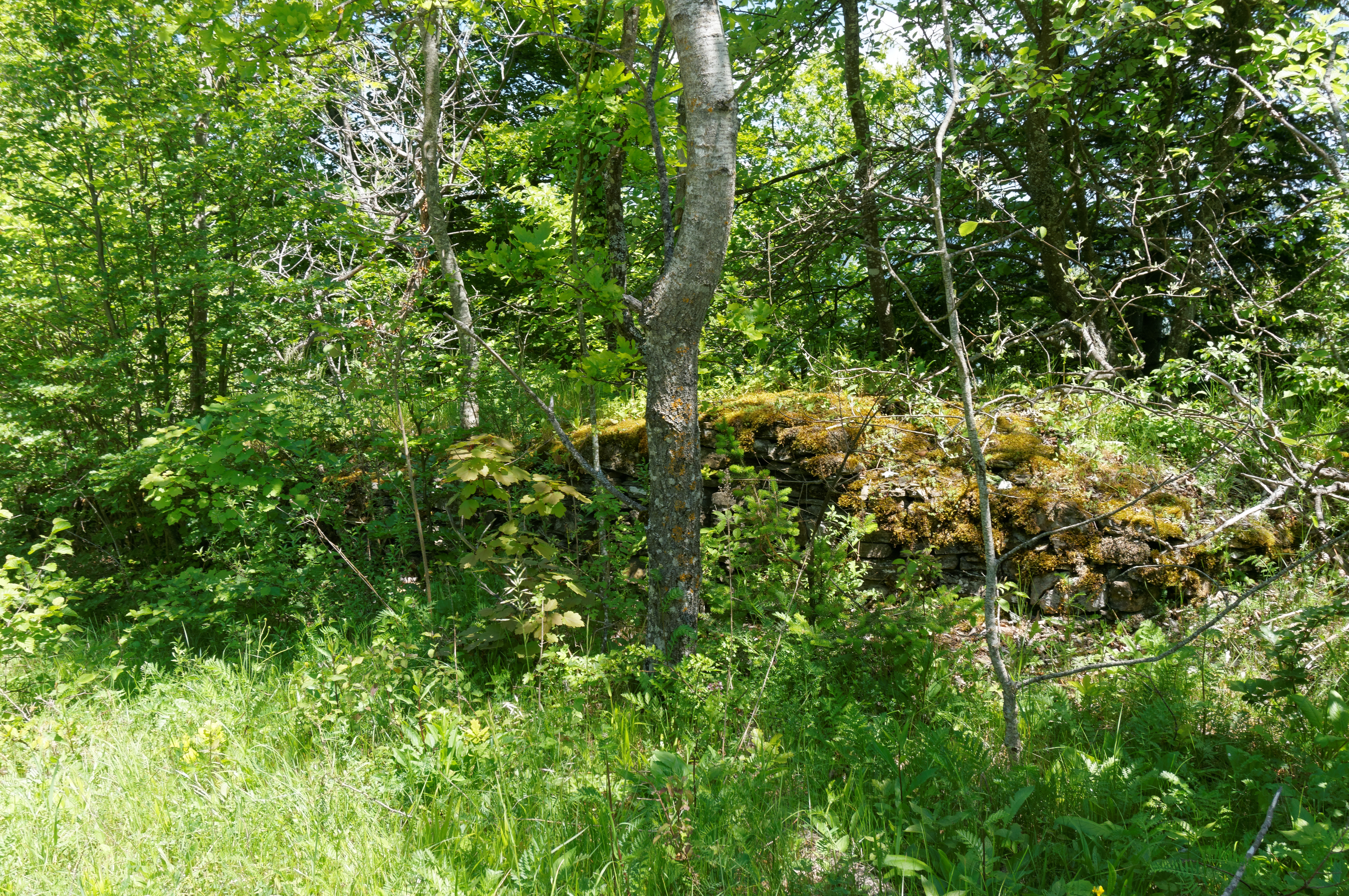
Ruines du château de Clermont.

Monestier-de-Clermont portait, autrefois, le nom de "Monasterium de Clermontis" en référence à la création d'un monastère dédié à saint Pierre et dont on ne connait pas avec certitude la date de création. Quelques ruines éparses subsistent sur la crête des bois.
Durant le haut Moyen Âge, le village qui se nomme alors Monestier ne regroupe qu'une modeste communauté lovée dans un vallon qui est lieu de passage entre le plateau du Trièves et la plaine grenobloise. La paroisse dépend du Dauphin qui possède le château fort qui deviendra plus tard celui de Clermont en référence à celui de Clermont dans le Viennois et situé au nord de la colline qui domine le village. De ce château médiéval qui comprenait deux tours dont l'une présentait une hauteur de huit toises, il ne reste plus aujourd'hui que quelques pans d'anciens remparts.
En 1340, le dauphin Humbert II donne la terre de Clermont en Trièves (Monestier-de-Clermont, donc) à Aynard II de Clermont, baron de Clermont en Viennois (paroisse de Chirens) près de Paladru et l'érige en vicomté en sa faveur. Les descendants d'Ainard II sont désormais maîtres des deux Clermont, jusqu'à la cession de la vicomté du Trièves en 1566 (voir plus loin).
Après le rattachement du Dauphiné à la France en 1349, le petit-fils puis très vite le fils aîné du roi de France relève le titre delphinal. Ainsi, le fils du roi Charles VII (le futur roi Louis XI) prend le titre de dauphin et devient le gouverneur effectif de la province dans les années 1440 et 1450. Il fera des séjours à Monestier-de-Clermont dans une auberge. En 1480, le monastère du petit village de Monestier dépend du grand-prieuré de Sinard.

#### La Renaissance

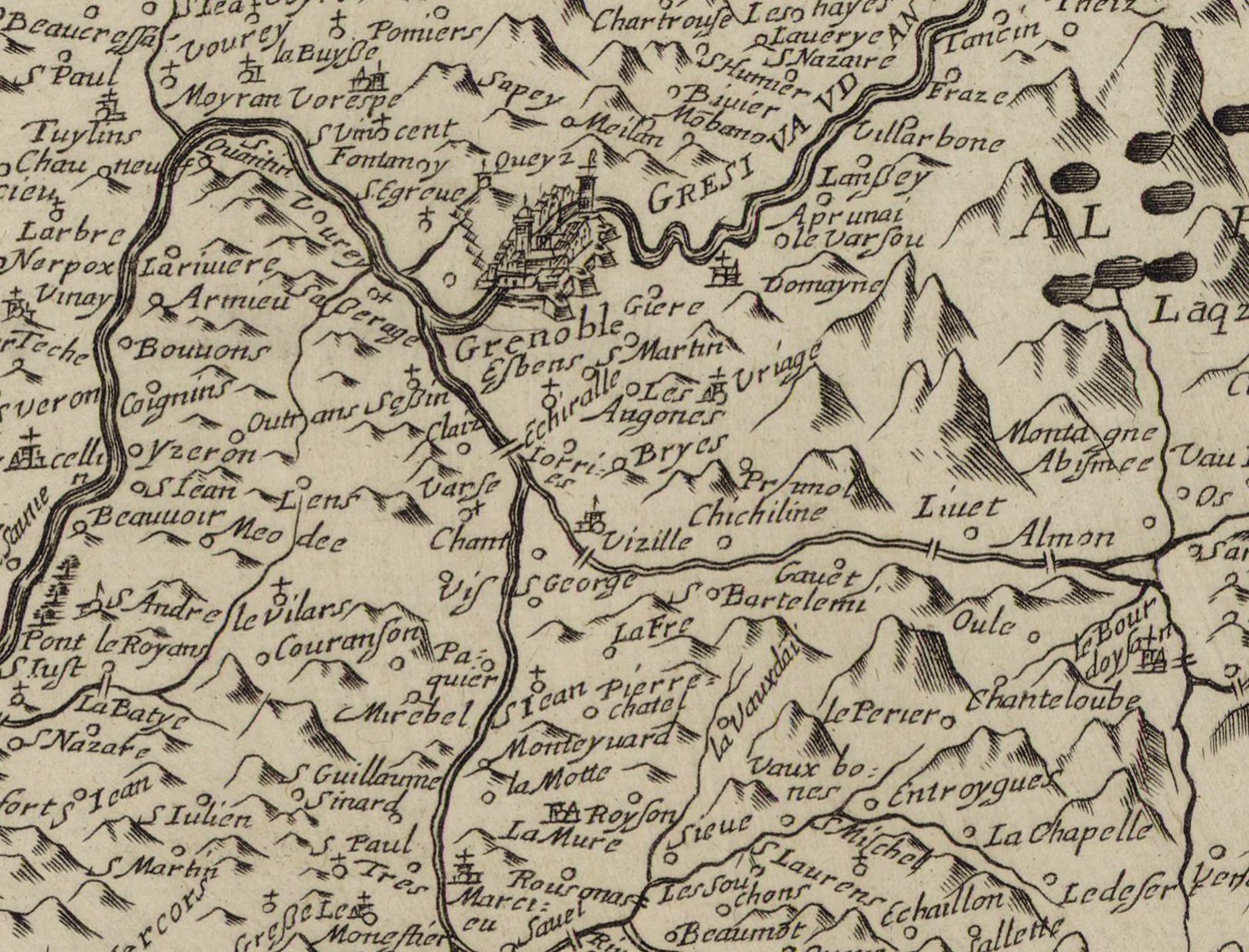
Détail de la carte du Dauphiné de Jean de Beins (1654) où figure le nom de Monestier

En 1566, le vicomte de Clermont vend son fief à André Allemand de Paquier, un seigneur voisin qui vers 1690 fait construire un château à proximité de l'église. Sa famille vendra la vicomté en 1687 à Alexandre de Bardonenche, issu d'une vieille famille protestante du Trièves. Ses descendants revendront le château en 1828.
En novembre 1579, une rencontre est organisée entre le pouvoir royal (représenté par le baron de Saulsac) et les chefs protestants (représentés par le duc de Lesdiguières) afin de mettre fin aux violences et exactions exercées entre les deux partis. Il y aura un accord, mais celui-ci sera cassé l'année suivante par Marie de Médicis. Toutefois, à la suite de l'accord, c'est à cette époque que le château de Monestier sera démantelé.

### Époque Moderne
Un grand incendie ravage la plupart des maisons de la paroisse de Monestier le 29 octobre 1770. L'église a été préservée ainsi que le château et quatorze maisons couvertes de tuiles et la quasi-totalité des récoltes se sont envolées en fumée durant le sinistre.
Après la Révolution française, la commune devient un chef-lieu de canton, dénomination qu'elle gardera jusqu'en 2015.

### Époque Contemporaine

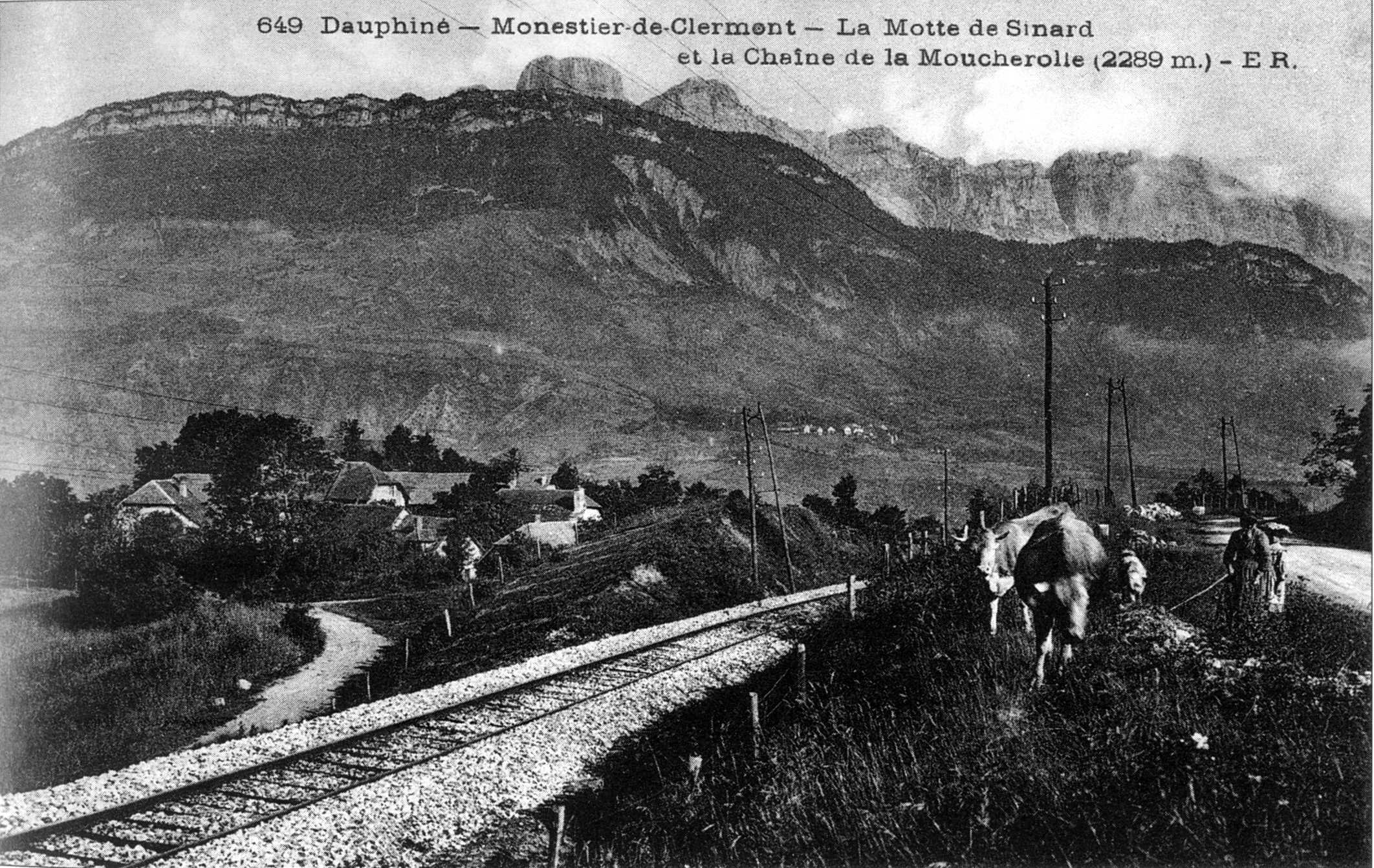
Monestier-de-Clermont, La Motte de Sinard et la chaîne du Moucherotte (2289 m) au début du XXe siècle.

#### Le désenclavement de la commune
En 1828, la liaison routière entre le col du Fau et le col de la Croix-Haute est achevée. Conséquence directe de ces travaux historiques pour le village, une foire aux bestiaux est organisée dès cette époque et regroupe à Monestier-de-Clermont les paysans et les commerçants venus des parties haute et basse du Trièves pour échanger leurs produits fermiers et d'élevage.

#### La période thermale

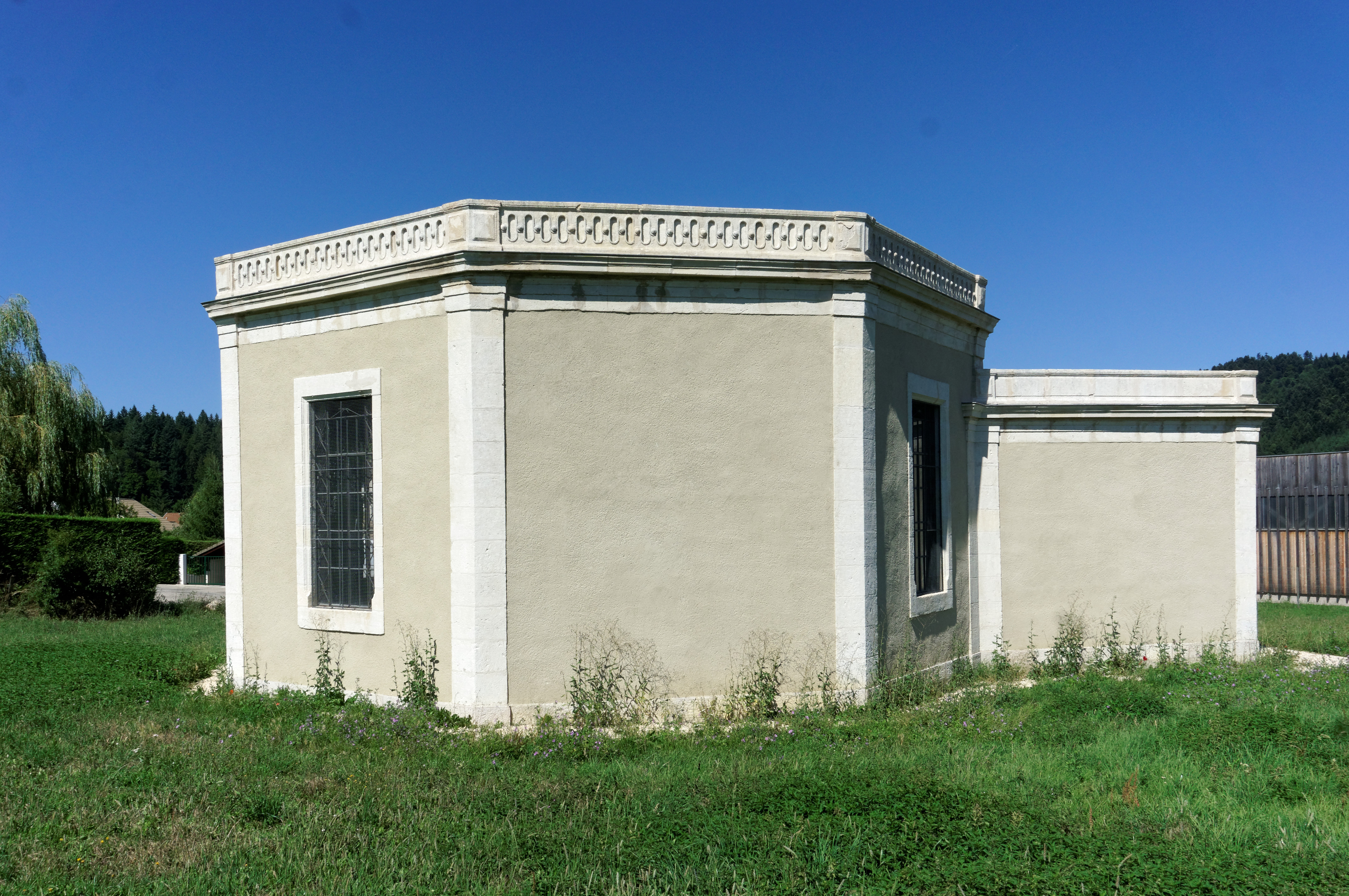
Ancien bâtiment de captage d'eaux minérales, labellisé « Patrimoine de l’Isère ».

À compter de la fin du XIXe siècle, une source d'eau minérale est exploitée de façon artisanale au niveau local et alimente les auberges de la commune où quelques touristes en villégiature (dénommés localement « les cannais ») peuvent ainsi bénéficier d'une modeste cure thermale. L'exploitation de cette source s'arrêtera au milieu du XXe siècle mais le bâtiment de captage, aujourd'hui propriété de la Communauté de Communes du Trièves, a été rénové. Dans le « Manuel de thérapeutique thermale clinique » édité par Asselin et Houzeau en 1892 (Paris), on peut lire, page 283 : « Monestier-de-Clermont : les sources Bertrand, Bonnet et Gautier laissent échapper de nombreuses bulles d'acide carbonique et forment un dépôt d'oxyde de fer. Elles émergent du calcaire marneux de l'héritage oxfordien. L'eau est limpide, piquante, agréable. »

#### La Seconde Guerre mondiale

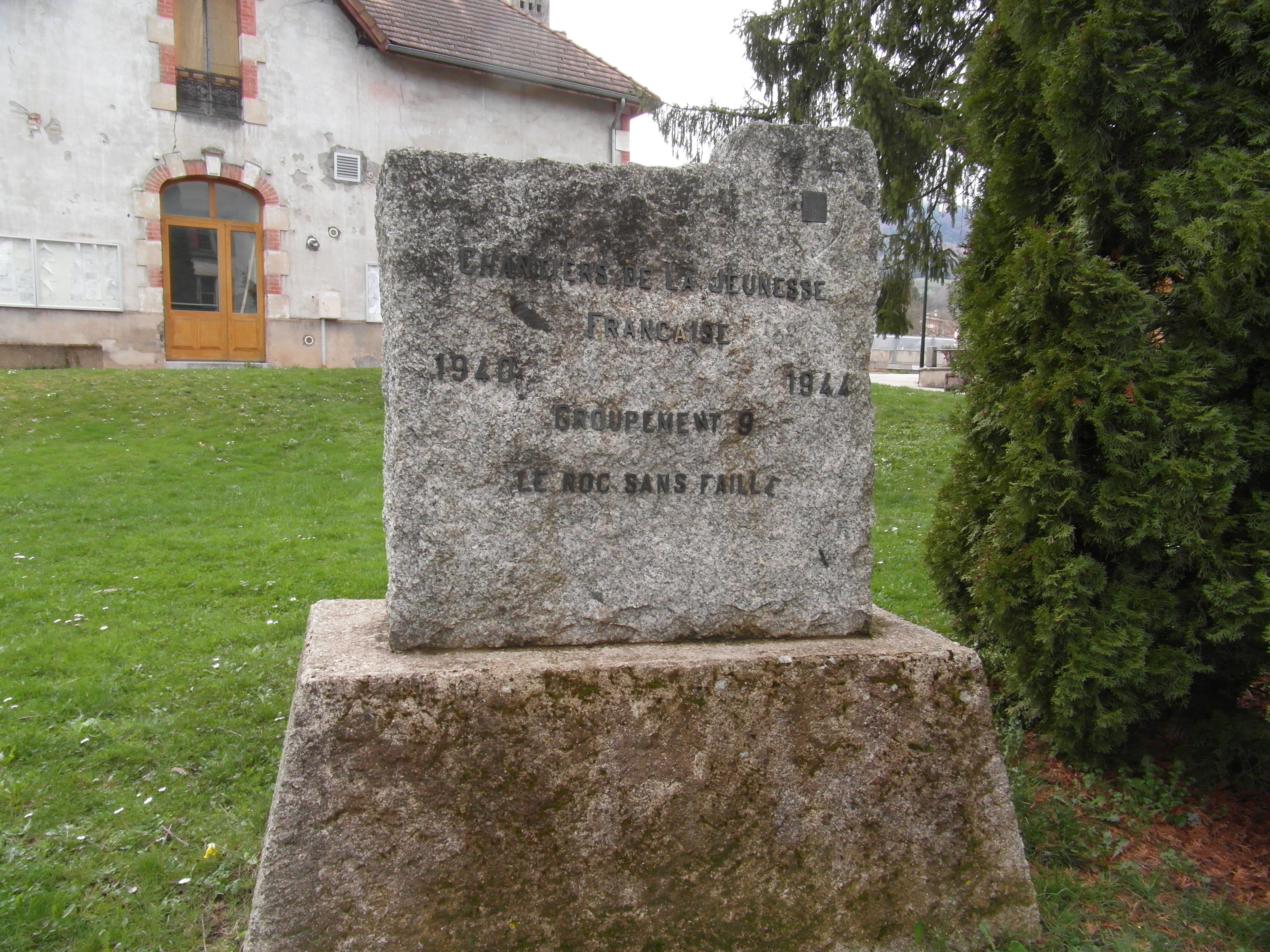
Stèle de commémoration du chantier de jeunesse installé à Monestier par le régime de Vichy

Le 15 août 1940, un des chantiers de la jeunesse française créés par le régime de Vichy, enregistré sous la référence de groupement 9 (dépendant de la province Province d'Alpes-Jura), et baptisé « le Roc sans faille » en référence au mont Aiguille très proche, s'installe à Monestier-de-Clermont. Ce site comprenait onze groupes. En octobre 1943, l'ensemble sera transféré en Gironde.

#### LeXXIesiècle
Depuis 2004 une déviation routière permet d'éviter que le flot routier emprunte la grand'rue dans la partie du cœur du village entre l'ancienne place du marché et le rond-point où se situe la caserne des pompiers ainsi que la maison médicale et l'arrivée de l'autoroute A51 en 2007 facile les moyens de communication. De nombreuses maisons de village, abandonnées durant le siècle passé, en raison de la nuisance permanente due aux passages des véhicules, sont de nouveau habitées et de nouveaux lotissements ont été créés.
Le 1er janvier 2012, la fusion de trois communautés de communes préexistantes : la communauté de communes du canton de Clelles, la communauté de communes du canton de Monestier-de-Clermont et la communauté de communes de Mens permettent de créer la Communauté de communes du Trièves dont le siège est installé à Monestier.

## Politique et administration

### Administration municipale

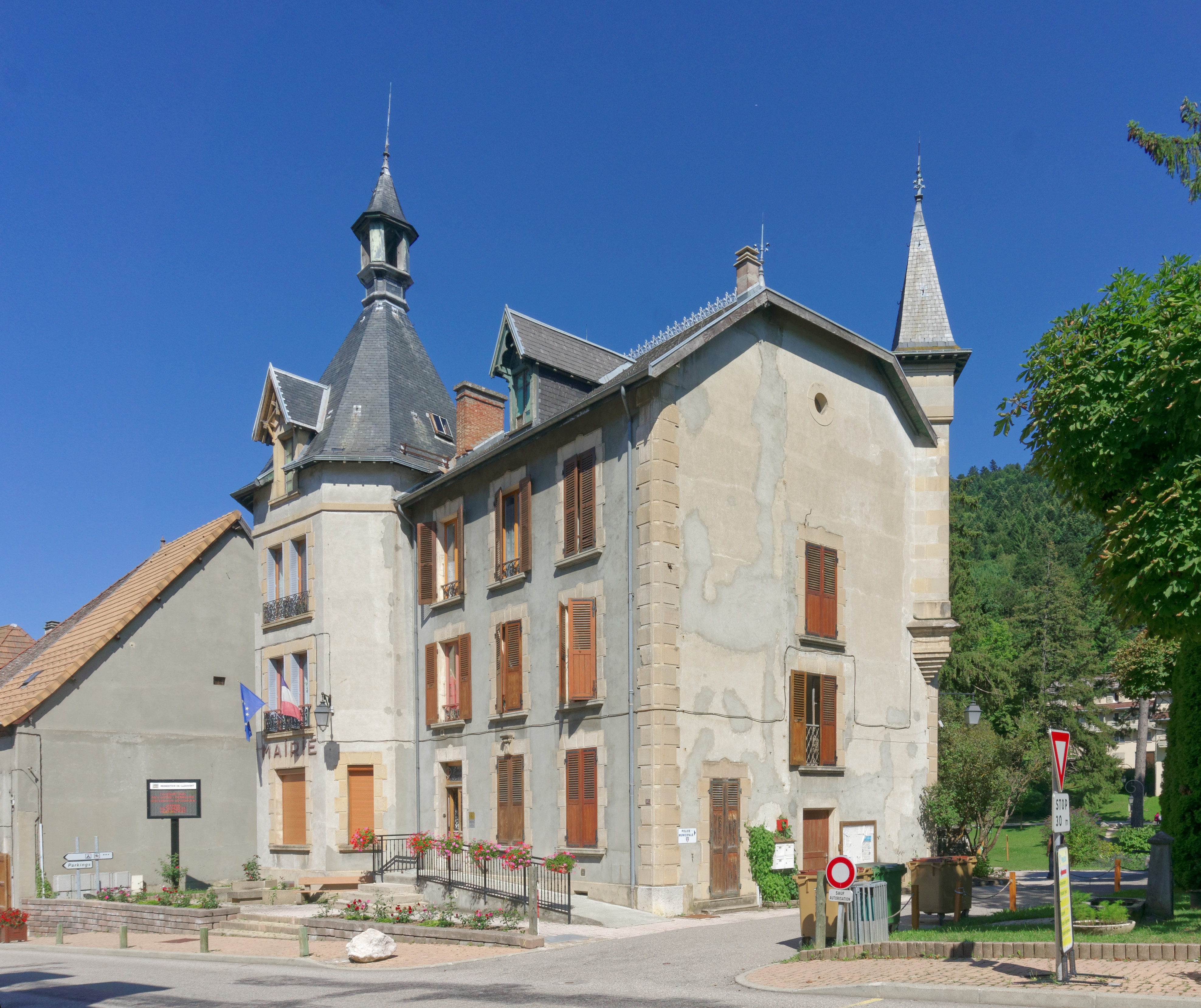
La mairie.

La Mairie de Monestier-de-Clermont est situé dans la Grande rue, au centre du bourg, et le bâtiment est entouré par le parc municipal Samuel, la maison de retraite intercommunale l'Âge d'Or et de l'office de tourisme intercommunal du Trièves.
Le nombre d'habitants au dernier recensement étant compris entre 1 500 et 2 499, le nombre de membres du conseil municipal est de 15 élus dont la répartition au sein de l'assemblée locale est la suivante.

### Liste des maires
- Liste exhaustive des maires de la commune depuis 1789

| Période | Période      | Identité              | Étiquette | Qualité                                   |
| ------- | ------------ | --------------------- | --------- | ----------------------------------------- |
| 1897    | 1908         | Marius Ville          | Radical   | Conseiller général (1903-1910)            |
| 1908    | 1919         | Emile Fayen           | SE        |                                           |
| 1919    | 1935         | Henri Froment         | Radical   | Conseiller général (1910-1938)            |
| 1935    | 1944         | Jules Martin          | SE        |                                           |
| 1944    | 1945         | Bernard Deconinck     | SE        |                                           |
| 1945    | 1963 (décès) | Marcel Cuynat         | Radical   | Conseiller général (1938-1940, 1945-1963) |
| 1963    | 1977         | Bernard Deconinck     | UNR-DVD   | Conseiller général (1963-1973)            |
| 1977    | 1979         | Pierre Beaujard       | SE        |                                           |
| 1979    | 2001         | Luc Chabuel           | SE        |                                           |
| 2001    | 2014         | Marie-Josèphe Villard | SE-LR     | Enseignante                               |
| 2014    | 2020         | René Chalvin          | DVG       | Commerçant                                |
| 2020    | En cours     | Éric Furmanczak       |           |                                           |

### Jumelage
La commune de Monestier n'est jumelée avec aucune commune ou collectivité, que ce soit en France ou dans un pays étranger.

## Population et Société

### Démographie
L'évolution du nombre d'habitants est connue à travers les recensements de la population effectués dans la commune depuis 1793. Pour les communes de moins de 10 000 habitants, une enquête de recensement portant sur toute la population est réalisée tous les cinq ans, les populations de référence des années intermédiaires étant quant à elles estimées par interpolation ou extrapolation. Pour la commune, le premier recensement exhaustif entrant dans le cadre du nouveau dispositif a été réalisé en 2008.

En 2022, la commune comptait 1 463 habitants, en évolution de +2,52 % par rapport à 2016 (Isère : +3,07 %, France hors Mayotte : +2,11 %).
| 1793 | 1800 | 1806 | 1821 | 1831 | 1836 | 1841 | 1846 | 1851 |
| ---- | ---- | ---- | ---- | ---- | ---- | ---- | ---- | ---- |
| 547  | 569  | 548  | 568  | 752  | 787  | 837  | 855  | 902  |

| 1856 | 1861 | 1866 | 1872 | 1876 | 1881 | 1886 | 1891 | 1896 |
| ---- | ---- | ---- | ---- | ---- | ---- | ---- | ---- | ---- |
| 860  | 810  | 784  | 370  | 830  | 779  | 709  | 631  | 606  |

| 1901 | 1906 | 1911 | 1921 | 1926 | 1931 | 1936 | 1946 | 1954 |
| ---- | ---- | ---- | ---- | ---- | ---- | ---- | ---- | ---- |
| 574  | 571  | 527  | 579  | 606  | 623  | 658  | 653  | 805  |

| 1962 | 1968 | 1975 | 1982 | 1990 | 1999 | 2006  | 2008  | 2013  |
| ---- | ---- | ---- | ---- | ---- | ---- | ----- | ----- | ----- |
| 905  | 787  | 726  | 736  | 905  | 921  | 1 104 | 1 156 | 1 397 |

| 2018  | 2022  | - | - | - | - | - | - | - |
| ----- | ----- | - | - | - | - | - | - | - |
| 1 428 | 1 463 | - | - | - | - | - | - | - |

### Enseignement
Rattachée à l'académie de Grenoble (Zone A), la commune accueille sur son territoire trois établissements chargés de l'enseignement des enfants de la commune, et des adolescents de la commune et de son canton
- Une école maternelle
- Une école primaire
- Le collège Marcel Cuynat : l'établissement, créé en 1965, est situé à l'ouest du bourg. Celui-ci a présenté un effectif de 295 élèves lors de la rentrée de l'année 2015[47].

### Équipements culturels
- Un centre socio-culturel, Le Granjou, avec une crèche sur la moitié du bâtiment.
- Une médiathèque intercommunale en face de l'église
- Une salle des associations à côté de la Médiathèque
- Une salle jeunes à côté de la mairie
- Une salle polyvalente divisible
- Un office du tourisme, groupé avec quatre autres dans le Trièves, près de la mairie.

### Équipements et activités sportives

#### Équipements sportifs
La commune compte :
- Une piscine municipale ouverte principalement en été
- Le gymnase Marcel Cuynat, remplaçant la salle polyvalente pour les activités des collégiens
- Un terrain de rugby
- Un terrain de football
- Un terrain de boules de pétanque
- Une salle de judo derrière la piscine
- Trois courts de tennis à côté de la piscine

#### Activités sportives

##### Football
Le Football Club de Monestier de Clermont (FCM) est une association de football pour les petits et les grands « de 6 à 77 ans ou plus ». Plusieurs catégories comme les U6/U7, U8/U9, U10, séniors et vétérans, les entrainements ont lieu le mercredi, vendredi et samedi - Stade des Carlaires, Monestier-de-Clermont. Tous les ans à la fin juin, un tournoi de Foot (dénommé « Tournoi de l'amitié ») est organisé sur les deux terrains composant le complexe des Carlaires, il dure toute la journée dans la bonne ambiance sportive et amicale.

##### Rugby à XV
RC Vif-Monestier-Trièves (RCVMT) fusion de l’Association Sportive de Monestier (ASM) et du Football Club de Vif (FCV), fondé en 2001
- Vice champion de France de 1re série 2016

### Médias

#### Presse écrite
Historiquement, le quotidien à grand tirage Le Dauphiné libéré consacre, chaque jour, y compris le dimanche, dans son édition de l'Isère-Sud, un ou plusieurs articles à l'actualité de la ville, ainsi que des informations sur les éventuelles manifestations locales, les travaux routiers, et autres événements divers à caractère local.

#### Presse audiovisuelle
La commune est située sur l'aire de diffusion de radio Ici Isère, une radio publique qui émet sur tout le territoire du département de l'Isère.

### Cultes

#### Culte catholique
L'église de Monestier-de-Clermont est rattachée à la paroisse « Notre Dame d'Esparron » qui couvre 28 autres églises du secteur et dont elle abrite la maison paroissiale. Cette paroisse dépend de la Doyenné « Montagnes Sud » et du diocèse de Grenoble-Vienne.

## Économie

### Secteur primaire: agriculture

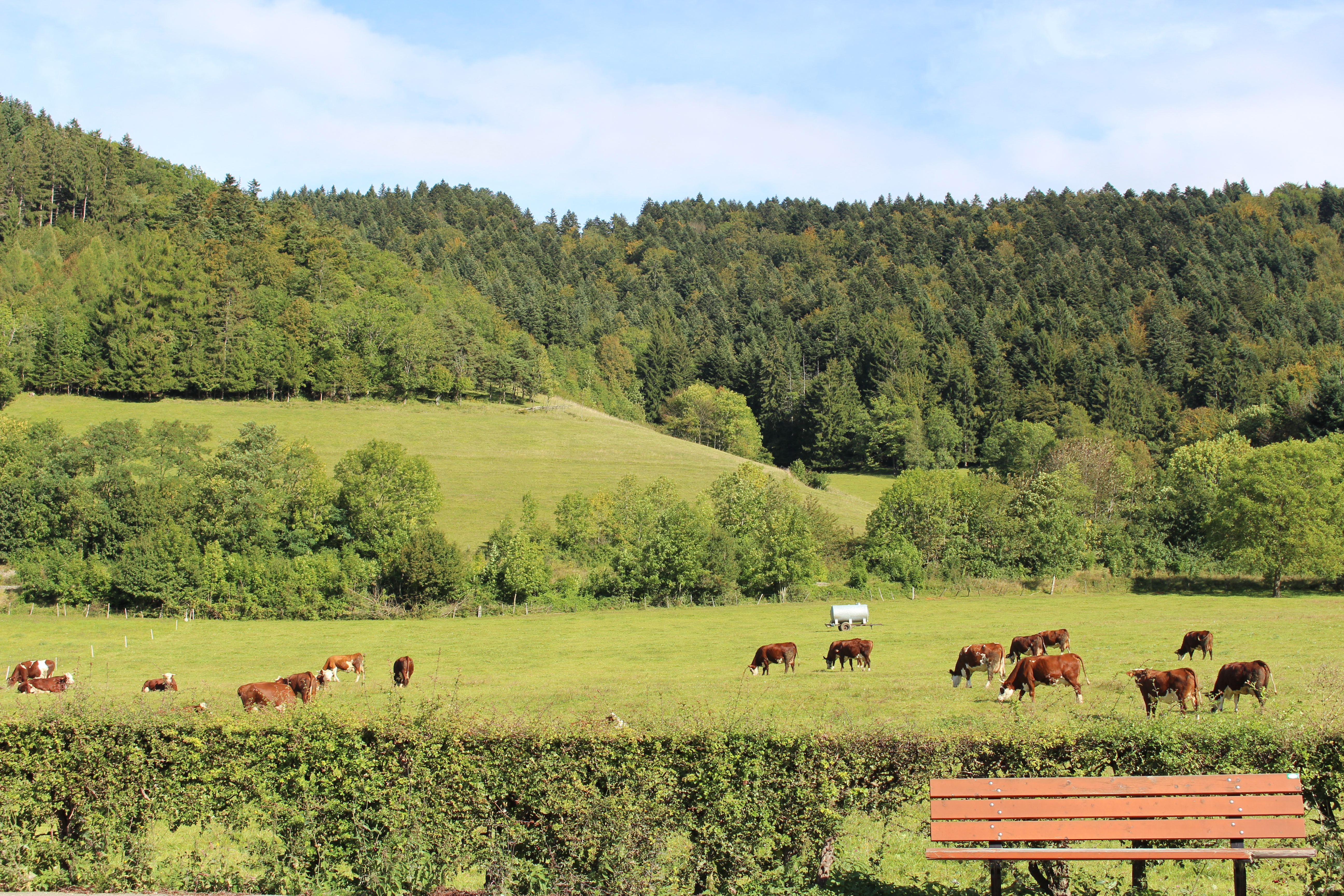
Vaches au paturage.

L'agriculture reste l'activité principale de la micro région du Trièves qui entoure la commune. L'élevage caprin était très développé entre 1860 et 1914, pour suivre la demande des peaux pour l'artisanat et l'industrie de la ganterie grenobloise. Cet élevage intense permettait aussi de produire et commercialiser une grande quantité de fromage produit à partir du lait de chèvre.

### Secteur secondaire: entreprises et commerces

#### Les trois entreprises historiques
La commune a vu naître trois sociétés familiales devenues, des années plus tard, des géants mondiaux : la société Sommier-Allibert devenu Tarkett  qui fabrique des revêtements de sol, la société Moncler qui fabrique essentiellement des doudounes), toutes les deux fondées en 1952, ainsi que la société DeClermont, toujours implantée sur la commune et ayant déménagé de son site historique dans la zone d'activité des Carlaires, qui fabrique des semelles, des lacets et des accessoires pour la chaussure.

#### Le marché local
- Marché, grande rue, tous les dimanches matin de
- Marché des artisans et producteurs locaux,place du Champ de Foire, tous les mercredis de mars à décembre.

### Secteur tertiaire: activités de service

#### Le secteur touristique
La commune dispose d'un camping municipal et l'office du tourisme du Trièves recense trois restaurants sur le territoire communal, un service de gite rural et un service de chambre d'hôte atypique situé dans un cadre historique, le château de Bardonenche.

#### Le secteur social
La commune bénéficie d'une maison de retraite (EHPAD) possédant une unité pour personnes âgées atteintes de la maladie d'Alzheimer, dénommée l'Âge d'Or.

#### Autres secteurs
Une déchetterie intercommunale se trouve dans la zone d'activité des Carlaires.
La commune bénéficie d'une subdivision locale de la direction départementale de l'équipement.

## Culture locale et patrimoine

### Lieux et monuments

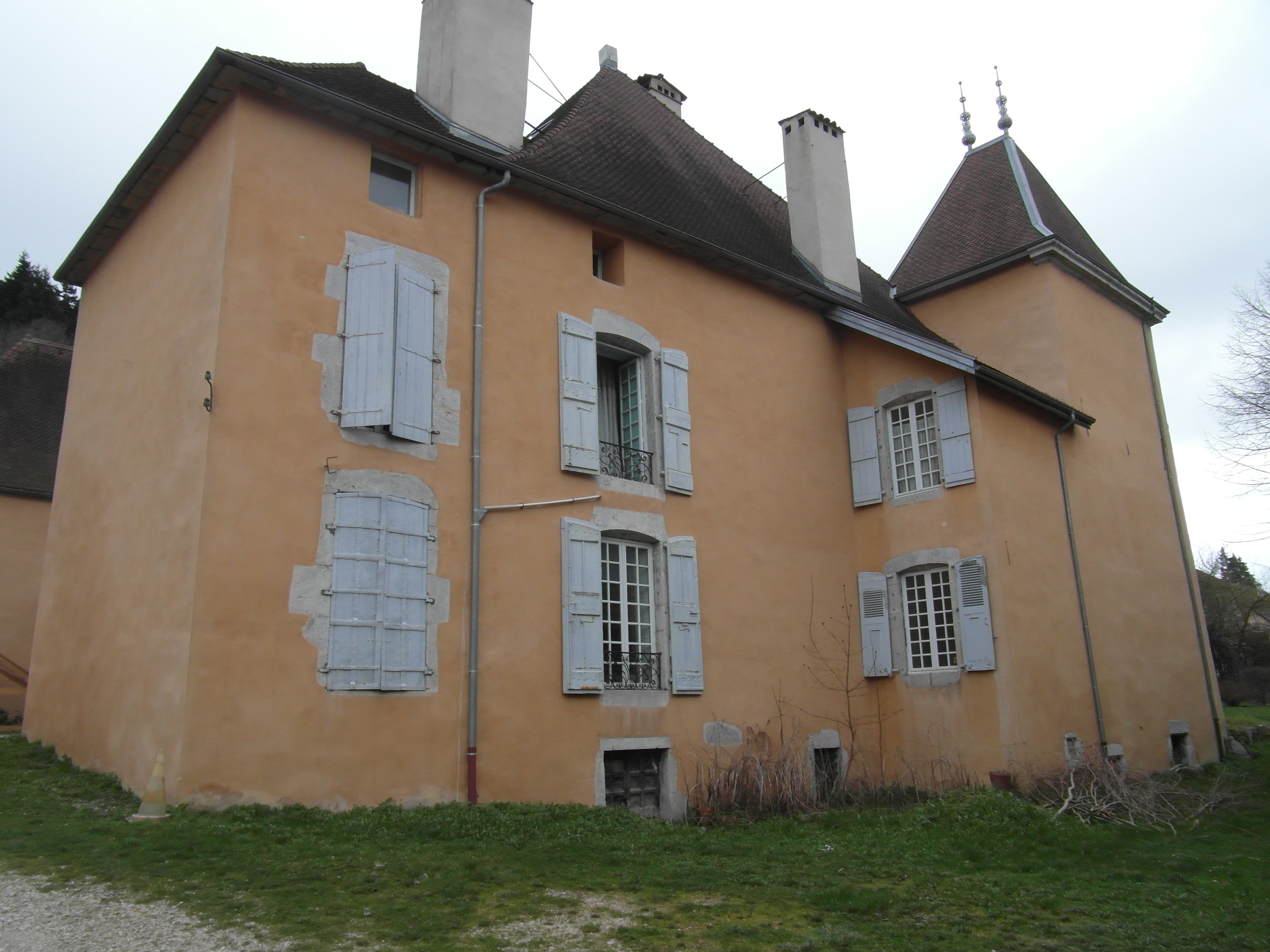
Le château de Bardonenche

#### Château de Bardonenche (ou deBardonnenche)
Le château de Bardonenche a été construit en 1590 par la famille de Clermont-Tonnerre, ce fut ensuite un relais de chasse du Dauphin. Ce bâtiment a été acquis par la famille de Bardonenche en 1679, et remanié au XVIIIe siècle, après l'incendie de 1770. Il est inscrit partiellement au titre des monuments historiques par arrêté du 22 juillet 1986 protégeant l'ensemble avec leurs cheminées monumentales. Un porche monumental se situe sur l'ancienne entrée qui se faisait au niveau d'une petite rue proche de l'église menant aux communs. Vue depuis le sud, le château présente une agréable façade symétrique, reconstruite à la fin du XVIIIe siècle, constituée d'un bâtiment central orné d'un fronton et flanqué de deux pavillons.L'ensemble étant en très bon état, il est aujourd'hui aménagé en gite rural.

#### ÉgliseSaint-Pierre
Cet édifice religieux de culte catholique est situé au cœur du village. D'architecture de type roman, elle a été reconstruite en grande partie en 1712, à la suite d'un incendie.

#### Maisons du village

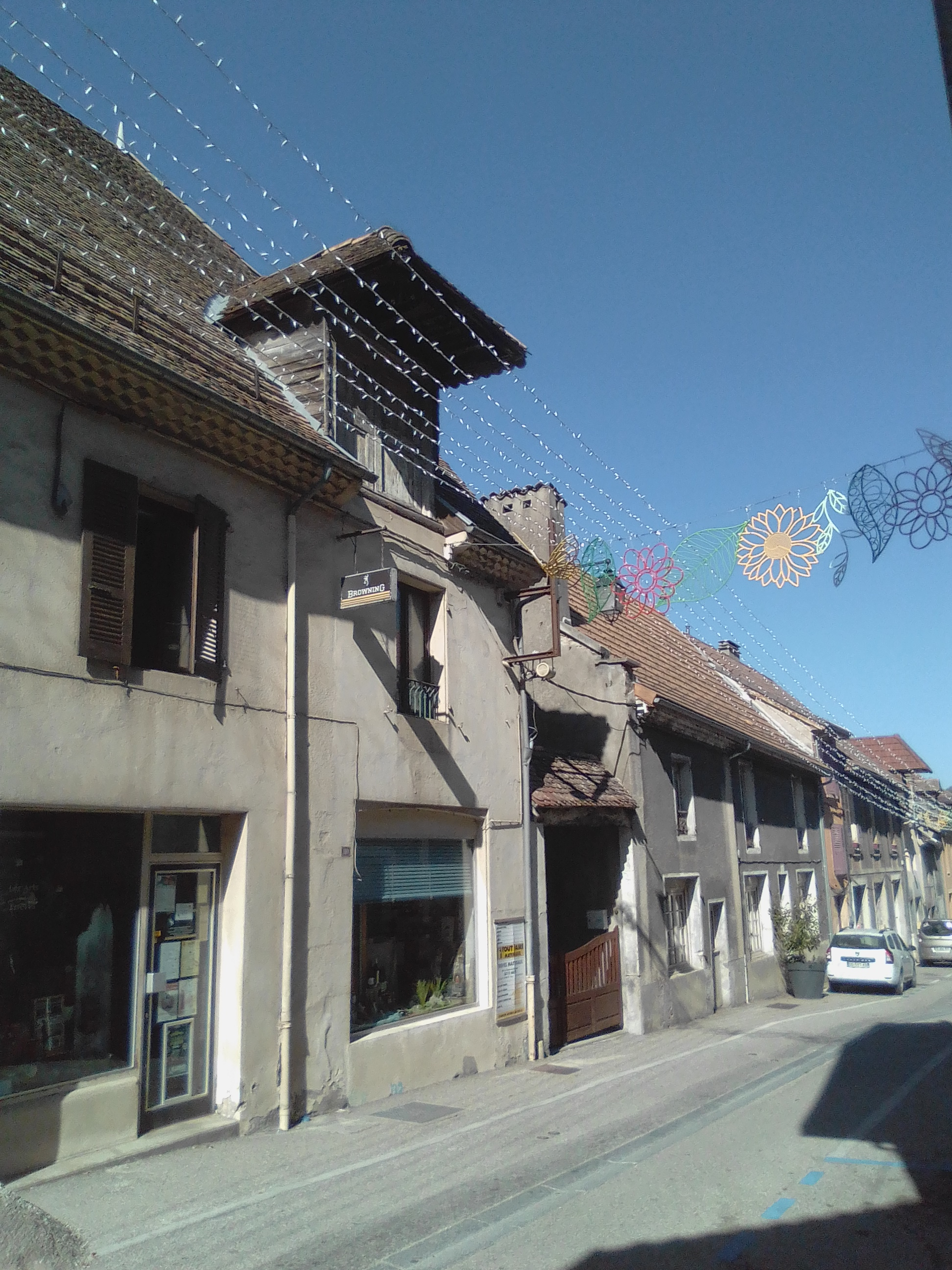
Engrangeou (village de Monestier)

Les maisons rurales de la principale rue du village avec leur « Engrangeous », ces greniers aux lucarnes accessibles depuis la rue et équipé d'une poulie afin de monter le produit des récoltes afin de les conserver.

#### Mémorial du Col du Fau

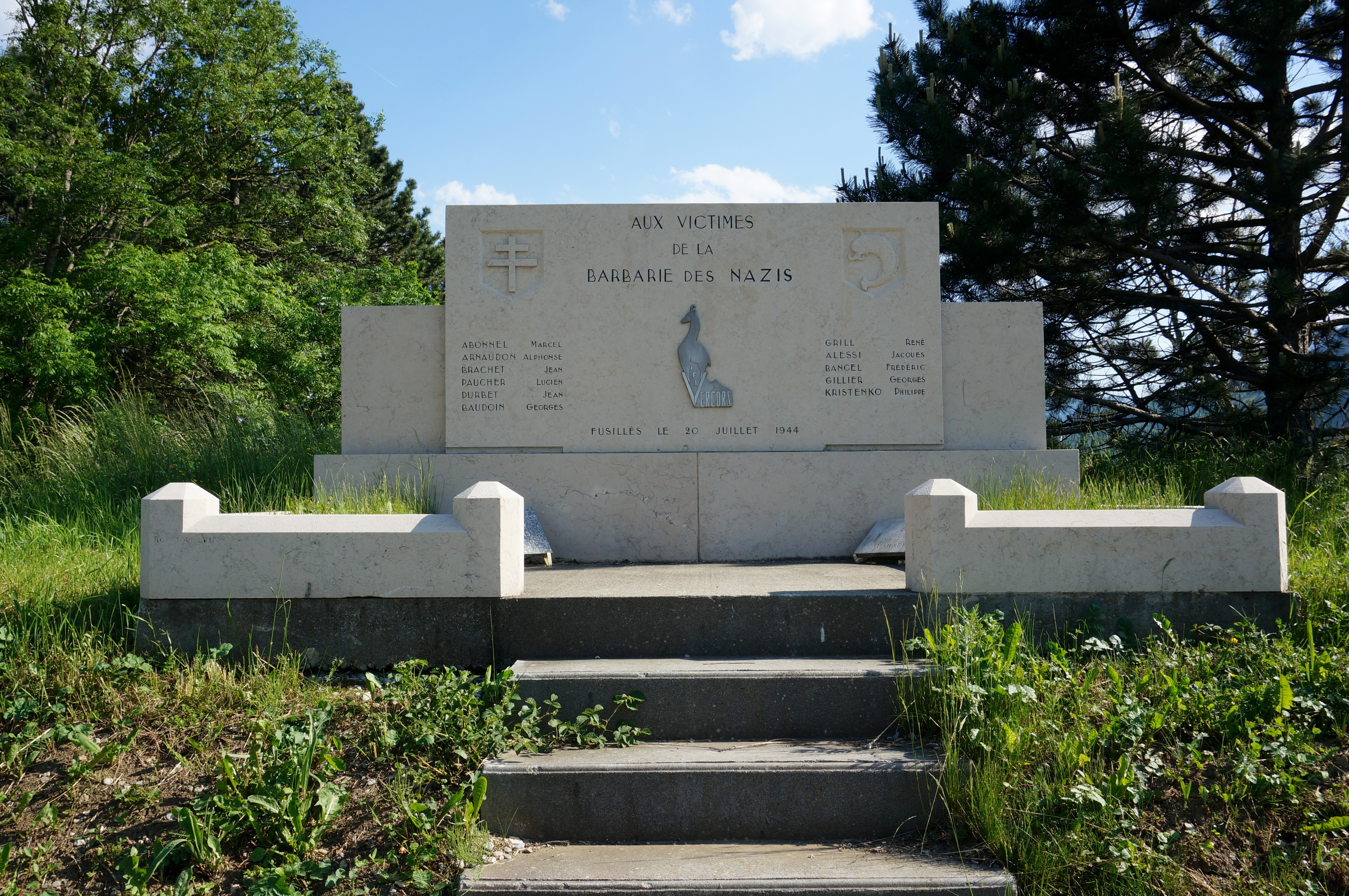
Le Mémorial du col du Fau.

Situé au col du Fau, ce mémorial est dédié aux onze otages originaires de la commune de Vif, commune du département de l'Isère, fusillés le 20 juillet 1944 par la Wehrmacht.

#### Les autres monuments
- La chapelle de la Salette, dédiée à la Vierge, fut érigée le 19 septembre 1862 sur la crête des Côtes du Calvaire, en mémoire de deux jeunes bergers qui auraient été témoins de l'apparition de la Vierge dans les pâturages environnantes. Ce site offre une vue imprenable sur les falaises du Vercors[61].
- Le bâtiment de captage de Monestier-de-Clermont est un édifice labellisé Patrimoine en Isère[62], le bâtiment de captage des eaux minérales de Monestier a été construit à la fin du XIXe siècle pour d'exploiter la source d'eau minérale jusqu'au début des années 1960[63].

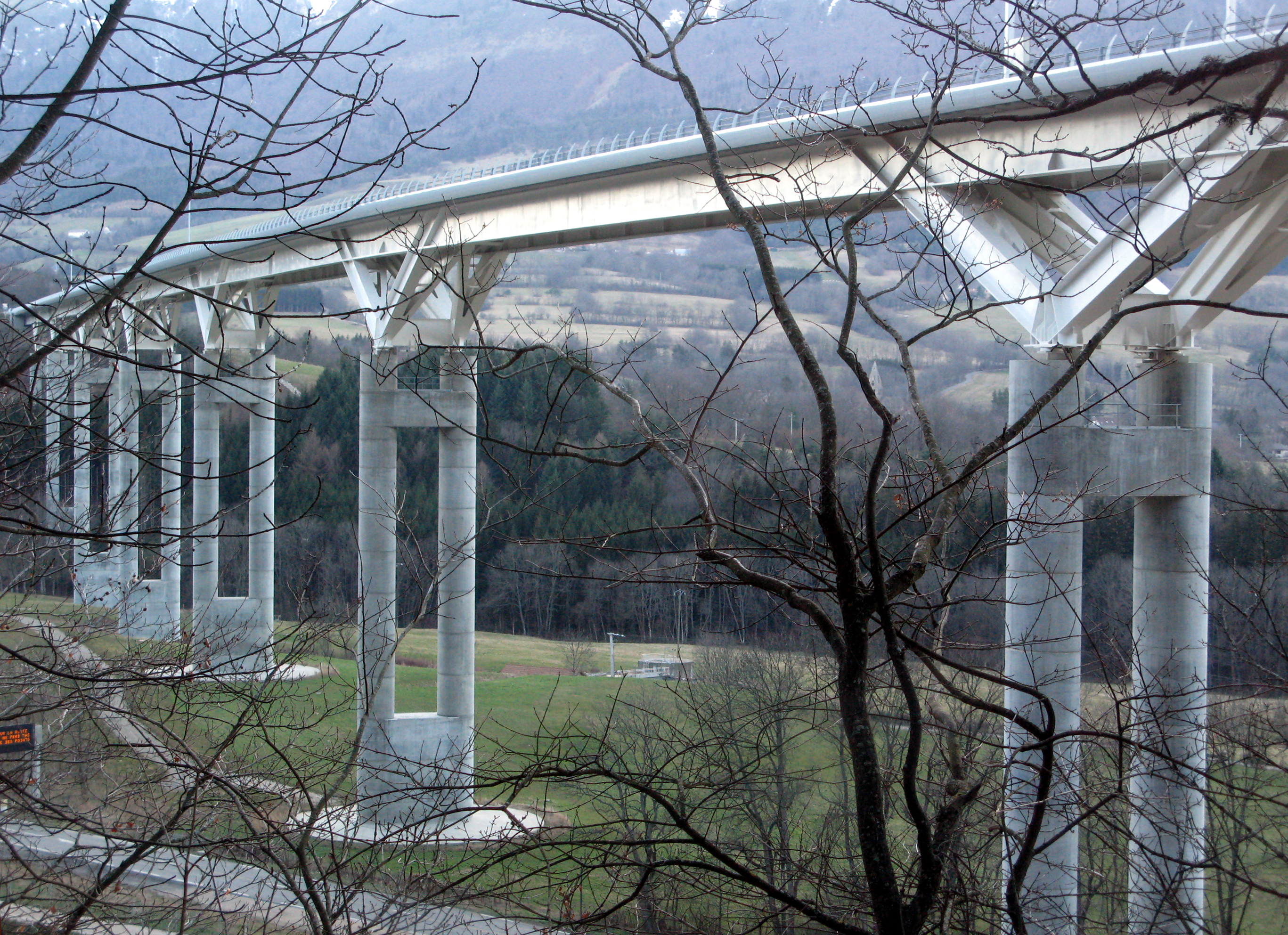
Le viaduc de Monestier.

- Le Viaduc de Monestier, ouvert à la circulation en mars 2007, présente une longueur de 860 m et un tablier reposant sur 8 piles dédoublées, le viaduc de Monestier permet à l'autoroute A51 de franchir la vallée de Franjaret pour pénétrer dans le tunnel de Sinard, au sud de Grenoble.
- la Pierre du prêtre est bloc de calcaire en forme de parallélépipède rectangle dont la masse est estimée à environ dix tonnes. Sa face supérieure, la seule visible par les promeneurs, présente une légère inclinaison en direction du nord[64].
- La source Saint-Paul.
- La tour Vallier.
- Les vestiges du château fort de Clermont, du XIIe ou XIIIe siècle[56].

### Patrimoine naturel et biodiversité

#### Patrimoine faunistique

##### Espèces observées à Monestier-de-Clermont
De nombreux oiseaux ont été observés sur le territoire de Monestier de Clermont et notamment, l'aigle royal, l'Alouette des champs, la buse variable, la chouette hulotte, le grand corbeau, la corneille noire, l'étourneau sansonnet, le héron cendré, le hibou moyen duc, le merle noir, la mésange charbonnière, le milan noir, le pic vert, le pinson des arbres et le troglodyte mignon.
Des mammifères ont également été observées sur ce même territoire, notamment le blaireau européen, le hérisson, et le chevreuil.

### Patrimoine et traditions orales
Le territoire de la commune et de son ancien canton, se situent au sud de l'agglomération Grenoblois et donc au nord de la zone des patois vivaro-alpin, dialecte de l'occitan parlé dans les Alpes méridionales. Elle se situe également à donc légèrement au sud de l'extrême limite la zone des patois dauphinois, laquelle appartient au domaine des langues dites francoprovençales ou arpitanes.
Le vivaro-alpin a longtemps été considéré comme un sous-dialecte du provençal, sous l'appellation provençal alpin voire nord-provençal. Son extension dans le Sud du Dauphiné lui a aussi valu l'appellation de dauphinois.
L'UNESCO le classe « en danger » dans son Atlas des langues en danger dans le monde.

### Personnalités liées à la commune
- La Famille de Clermont-Tonnerre, dont certains membres furent vicomtes de Clermont en Trièves à compter de 1340. Ce titre a disparu à la Révolution Française.
- Paul Léothaud (1875-1957), médecin-colonel, chevalier de la Légion d'honneur en 1917, est né dans cette commune, décédé et inhumé à Florence (Italie). Il est l'auteur d'une thèse de médecine : "De l'ablation simultanée du calcaneum et de l'astragale...".
- Joseph Eymard-Duvernay (1816-1888), conseiller général du canton de Monestier-de-Clermont, puis sénateur de l'Isère de 1876 à 1888.
- Léonce-Émile Durand-Savoyat (1847-1903), avocat et homme politique français né à Monestier-de-Clermont, et mort à Grenoble, conseiller municipal de Grenoble en 1874, maire d'Autrans en 1884, conseiller général du canton de Monestier-de-Clermont de 1880 à 1903 et vice-président du conseil général de l'Isère, il est élu député le 4 octobre 1885, et vote notamment pour l'expulsion des princes en 1886, pour le projet de loi Lisbonne restrictif de la liberté de la presse et pour les poursuites contre le général Boulanger. Il sera élu sénateur le 15 février 1891.
- Pierre Champon (1882 - 1940), général de brigade en 1933. Durant la Seconde Guerre mondiale, il reçoit le commandement du 12e corps d'armée. Il résiste sur la ligne Maginot au-delà de l'Armistice du 22 juin.

### Héraldique, logotype et devise
| Blason de Monestier-de-Clermont | Blason  | D'azur à la montagne de sinople et au monastère du lieu d'argent essoré d'or, mouvant des flancs et posé sur une terrasse aussi de sinople, brochant sur le tout |
| Blason de Monestier-de-Clermont | Détails | Le statut officiel du blason reste à déterminer. |